# Blåfors
Blåfors är en by i Byske socken i Skellefteå kommun, i Västerbottens kustland. Den är belägen både vid Blåforsen och Näsforsen i Åbyälven, ungefär mitt emellan Piteå och Skellefteå. Blåfors grundlades som nybygge år 1787 av Jon Johansson (1741–1813) från Medle och hans hustru Maria Michaelsdotter (1745–1813) från Ersmark. Jons och Marias nära släktingar var de första nybyggarna i Finnträsk med dess två första gårdar. Den tredje gården i Finnträsk byggdes 1774 av Jon och Maria efter det att familjen först hade övertagit och bebott Jons hemgård i Medle, Medle 8, i sex år. Efter åren i Finnträsk blev det Blåfors tur att skapas av makarna år 1787, och som därmed blev Finnträsks grannby i norr vid Åbyälven.
På Blåfors bys ägor norr om älven återfinns IFK Ålunds fotbollsplan Blålunda, vars namn är en blandning av namnen på grannbyarna Blåfors och Ålund.